# Саутвелл, Роберт
Роберт Саутвелл (англ. Robert Southwell, SJ; 1561, Норфолк — 21 февраля 1595, Тайберн, Лондон) — святой Римско-католической церкви, английский поэт, священник, иезуит, мученик.

## Биография
С 1576 года Роберт Саутвелл обучался во Франции в городе Дуэ, потом в Париже, где находился под опекой иезуита Томаса Дарбишьера. После двухлетнего новициата, проведённого в Турне, вступил в монашеский орден иезуитов. В 1584 году после окончания английского коллегиума в Риме был рукоположён в священника.
В 1584 году в Англии Елизаветой I был издан закон, запрещающий английским подданным, принявшим после её вступления на трон католическое священство или монашество, находиться в Англии более сорока дней. Роберт Саутвелл вместе с другим священником Генри Гарнеттом проигнорировал этот закон и въехал в Англию в 1589 году, где стал заниматься подпольной миссионерской деятельностью. Роберт Саутвелл проводил на территории Англии подпольные мессы. В 1589 году он был назначен капелланом Анны Говард, мужем которой был 20-й граф Арундел Филипп Говард.
В 1594 году после шести лет успешной подпольной миссионерской деятельности в Англии Роберт Саутвелл был арестован при посещении дома Ричарда Беллами. От арестованного Роберта Саутвелла требовали с помощью жестоких пыток выдать местоположение других священников. После пыток его перевели в тюрьму в Вестминстере, потом в Тауэр, где он, будучи в заключении, написал большинство своих поэтических сочинений. 20 февраля 1595 года состоялся суд, на котором Роберт Саутвелл был обвинён в государственной измене и приговорён к смерти через повешение. Смертная казнь состоялась на следующий день 21 февраля 1595 года.

## Сочинения
Роберт Саутвелл адресовал Филиппу Говарду, находившемуся в заключении в Тауэре, своё сочинение «Epistle of Comfort» («Письмо утешения»). Также другие его сочинения «A Short Rule of Good Life» («Краткое правило доброй жизни»), «Triumphs over Death» («Триумф над смертью»), «Mary Magdalen’s Tears» («Слёзы Марии Магдалины»), «Humble Supplication to Queen Elizabeth» («Смиренные мольбы к королеве Елизавете») широко распространялись в рукописных манускриптах среди английских католиков того времени.

## Прославление
Роберт Саутвелл был беатифицирован 29 декабря 1886 года римским папой Львом XIII и канонизирован 25 октября 1970 года римским папой Павлом VI вместе с другими 40 английскими и уэльскими мучениками.